# اوتیس هارلن
اوتیس هارلن (انگلیسی: Otis Harlan؛ ‏ ۲۹ دسامبر ۱۸۶۵ – ۲۱ ژانویهٔ ۱۹۴۰) بازیگر، صداپیشه و کمدین اهل ایالات متحده آمریکا بود. وی بین سال‌های ۱۸۹۳ تا ۱۹۴۰ میلادی فعالیت می‌کرد.
از فیلم‌ها یا برنامه‌های تلویزیونی که وی در آن نقش داشته‌است، می‌توان به ۳ مرد بد، رؤیای شب نیمه تابستان، دکتر بول، لایتنینگ، قمارباز میسیسیپی، دلقک تمام‌عیار، سلطان جاز، جوان و زیبا، راه گریزی ندارم، سفیدبرفی و هفت کوتوله و دایموند جیم اشاره کرد.

## سال های اولیه
هارلان در سال 1865 در زنسویل، اوهایو به دنیا آمد.  او با نلی هاروی ازدواج کرد و صاحب یک دختر به نام ماریون شد. هارلان عموی مرد برجسته دوران فیلم صامت ، کنت هارلن بود.